# Луїза Шарлотта Саксен-Альтенбурзька
Марія Агнеса Луїза Шарлотта Саксен-Альтенбурзька (нім. Marie Agnes Louise Charlotte von Sachsen-Altenburg, 11 серпня 1873 — 14 квітня 1953) — принцеса Саксен-Альтенбургу з Ернестинської лінії Веттінів, донька принца Саксен-Альтенбурзького Моріца та принцеси Саксен-Майнінгенської Августи, дружина спадкоємного принца Ангальту Едуарда, матір останнього герцога Ангальту Йоакіма Ернста.

## Біографія
Луїза Шарлотта народилась 11 серпня 1873 року в Альтенбурзі за часів правління свого дядька Ернста I. Вона була п'ятою дитиною та четвертою донькою в родині принца Саксен-Альтенбурзького Моріца та його дружини Августи Саксен-Майнінгенської. Мала старших сестер Марію Анну, Єлизавету та Маргариту й брата Ернста. Дядько не мав спадкоємців чоловічої статі, тож передбачалося, що після його смерті герцогство перейде до принца Моріца та його нащадків. Дядько з боку матері — Георг — очолював герцогство Саксен-Мейнінген. Мешкало сімейство в Альтенбурзі.
Найстарша сестра Луїзи Шарлотти взяла у 1880-х шлюб із принцом Шаумбург-Ліппе, середня невдовзі побралася з великим князем з дому Романових.
Луїза Шарлотта у 21-річному віці взяла шлюб із 34-річним принцом Ангальту Едуардом. Наречений був третім сином правлячого герцога Ангальту Фрідріха I. Весілля пройшло 6 лютого 1895 у Альтенбурзі. У подружжя народилося шестеро дітей.
У січні 1904 року престол Ангальта посів старший брат Едуарда — Фрідріх, а сам він став спадкоємним принцом. Брат Луїзи Шарлотти у 1908 році очолив герцогство Саксен-Альтенбургу.
26 січня 1918 року було оформлене розлучення Луїзи Шарлотти та Едуарда. За три місяці після цього Едуард став правлячим герцогом. Втім, прожив він недовго і вже у вересні престол посів їхній син Йоакім Ернст. 
Луїза Шарлотта після розлучення повернулася до Альтенбургу, де провела решту життя. Вона пережила чотирьох зі своїх шести дітей та померла 14 квітня 1953 року в Альтенбурзі. Похована у гробниці герцога Ернста у Троккенборн-Вольферсдорфі.

## Родина
Чоловік — Едуард (герцог Ангальтський)
Діти:
- Фредеріка Маргарита (11 червня—18 листопада 1896) — прожила 5 місяців;
- Леопольд Фрідріх (1897—1898) — прожив півтора року;
- Марія Августа (1898—1983) — була двічі одружена, мала двох синів;
- Йоакім Ернст (1901—1947) — останній герцог Ангальта у вересні—листопаді 1918 років, був двічі одруженим, мав п'ятеро дітей від другого шлюбу;
- Ойген (1903—1980) — був одружений з Анастасією Юнгмайєр, мав єдину доньку;
- Вольфганг (1912—1936) — одруженим не був, дітей не мав.